# 君特·内策尔
（1944年9月14日—），是德國足球員，前西德國腳，主要擔任進攻中場。現時是德國一家電視台首席足球評述員。
君特·内策尔早年出身於德國球會门兴格拉德巴赫，為當時球會成為德甲爭標分子。内策尔成績最好的時代乃1972年為西德夺取欧洲國家杯，他在3-0大勝的決賽中，和海因克斯、克雷默斯三人穿針引線的傳球配合完全癱瘓了蘇聯的防線，兩年後也成為1974年世界杯冠軍西德隊的成員，但此時他的先發位子被奧佛拉特取代。他一共37次代表國家隊，入6球。内策尔除了為门兴格拉德巴赫兩贏德甲冠軍外，還轉投西甲班霸皇家馬德里，贏了西甲聯賽冠軍兩次，他也是史上第一個奪冠的當下不在國內俱樂部效力的世界杯冠軍隊員。
内策尔在1972和1973年連續兩屆取得德國足球先生頭銜。目前内策尔是德國頂尖足球評論員，德國電視台(ARD)的二號人物。

## 效力球會
- 1963-73 门兴格拉德巴赫
- 1973-76 皇家馬德里
- 1976-77 瑞士草蜢隊

## 榮譽

### 球員生涯
門興格拉德巴赫
- 德甲聯賽冠軍：1969/70年度，1970/71年度
- 德國足協盃冠軍：1972/73年度
- 歐洲足協盃亞軍：1972/73年度

皇家馬德里
- 西甲聯賽冠軍：1974/75年度、1975/76年度
- 西班牙國王盃冠軍：1973/74年度，1974/75年度

西德國家隊
- 歐洲國家盃冠軍：1972年
- 國際足總世界盃冠軍：1974年

### 個人榮譽
- 德國足球先生(2次)：1972年、1973年
- 1999年獲世界足球雜誌評選名列20世紀最偉大的100名足球運動員名單
- 2016年入選德國體育名人堂